# Viennoiserie
Se entiende por viennoiserie (en francés /vjenwazri/) un conjunto de productos de panadería franceses elaborados con una masa fermentada u hojaldrada, levadura y a la que se añaden otros ingredientes como azúcar, mantequilla o margarina, leche, huevos, chocolate o frutos secos. Su composición básica es la de una masa de pan enriquecida con los ingredientes anteriormente citados, que se distingue de la repostería porque se pueden consumir sin transformaciones posteriores que no sean relleno o glaseado. Con origen en la tradición panadera Francia, las viennoiseries incluyen piezas de bollería como el cruasán, la napolitana de chocolate o de crema, la caracola y la palmera, así como y el pan de Viena y los brioches.
En torno a 1840 en París , August Zang, un oficial austriaco junto con obreros panaderos vieneses, abrió una panadería donde fabricaba un pan fermentado por primera vez únicamente con levaduras. Este nuevo tipo de panificación tuvo un éxito inmediato en París y se extendió bajo el nombre de "pan vienés". Se consideraba un pan de lujo y su fabricación quedó limitada hasta su popularización en el siglo XX. A partir de ahí, los panaderos franceses desarrollaron nuevas pastelerias, la mayoría a base de masa hojaldrada fermentada, y dieron a esa categoría el nombre de viennoiserie.